# Никита
Вижте пояснителната страница за други значения на Никита.
„Никита“ (на френски: Nikita) е френско-италиански филм от 1990 г. на френския кинорежисьор Люк Бесон. Филмът е носител на награда „Сезар“ през 1991 г. Главната роля на Никита се изпълнява от френската киноактриса Ан Парийо. В ролята на Боб участва френският киноартист Чеки Карио.
 Внимание:  Текстът по-долу разкрива сюжета на произведението (или части от него)!
Никита е тийнейджърка-наркоманка с криминални наклонности. Заедно с приятели се опитват да ограбят аптеката на родителите на бивш неин поклонник. Грабежът прераства в престрелка с полицията, в която нейните приятели са убити, а тя е арестувана и обвинена в убийството на полицай. Съдът я осъжда на 30 години затвор. В затвора от инжекция тя губи съзнание. Идва на себе си в непозната стая...